# کوزومین
کوزومین (به چکی: Kozomín) یک منطقهٔ مسکونی در جمهوری چک است که در ناحیه میلنیک واقع شده‌است. کوزومین ۲٫۷۱ کیلومتر مربع مساحت و ۳۲۱ نفر جمعیت دارد.